# Storena flexuosa
Storena flexuosa là một loài nhện trong họ Zodariidae.
Loài này thuộc chi Storena. Storena flexuosa được Tord Tamerlan Teodor Thorell miêu tả năm 1895.